# وادي الرصاف
وادي الرصاف هو واد في تهامة بلقرن من روافد وادي قنونا الغربية في العرضيات، وعليه عدد من القرى منها قرية السمرة لبني بحير الوهوب.